# José María Sánchez Martínez
José María Sánchez Martínez (Lorca, Región de Murcia; 3 de octubre de 1983) es un árbitro de fútbol español en la  Primera División de España

## Trayectoria
Dirigió el partido de ida de la promoción de ascenso a Primera División de 2013 entre la Agrupación Deportiva Alcorcón y el Girona Fútbol Club (1–1) y el partido de vuelta de la promoción de ascenso a Primera División de 2014 entre la Unión Deportiva Las Palmas y el Córdoba Club de Fútbol (1–1).
Tras cuatro temporadas en Segunda División, donde dirigió 89 partidos, consigue el ascenso a Primera División de España junto al colegiado vasco Ricardo de Burgos Bengoetxea. 
Debutó en Primera División de España el 29 de agosto de 2015 en el partido Real Sociedad de Fútbol contra el Real Sporting de Gijón (0–0).
En agosto de 2017 dirigió la vuelta de la Supercopa de España entre el Real Madrid C. F. y el F. C. Barcelona (2–0).

## Internacional
Desde el día 1 de enero de 2017 es árbitro internacional.
| Categoría              | País          | Año   | Partidos |
| ---------------------- | ------------- | ----- | -------- |
| Liga Europa de la UEFA | Unión Europea | 2017- | 4        |

### Copa Mundial Femenina de Fútbol de 2019
José María Sánchez Martínez, junto a Carlos Del Cerro Grande fueron designados por la FIFA para ser el equipo VAR en la final del Mundial de Francia que enfrentó a las selecciones de Estados Unidos y Holanda. Los dos árbitros del Comité Técnico de Árbitros de la Real Federación Española de Fútbol hicieron historia al ser los elegidos para la primera final de un mundial femenino que contó con la asistencia del VAR. Sobre el césped estuvo la árbitra francesa Stéphanie Frappart.

## Temporadas
| Categoría            | País   | Año       | Partidos |
| -------------------- | ------ | --------- | -------- |
| Tercera División     | España | 2005-2010 |          |
| Segunda División "B" | España | 2010-2011 | 14       |
| Segunda División     | España | 2011-2015 | 91       |
| Primera División     | España | 2015-     | 82       |